# カルナン
『カルナン』（Karnan）は、2021年のインドのタミル語アクション映画。マリ・セルヴァラージが監督を務め、ダヌシュ、ラール、ヨーギ・バーブ、ナタラージャン・スブラマニアン、ラジシャ・ヴィジャヤン、ゴウリー・G・キシャン、ラクシュミー・プリヤー・チャンドラマウリが主要キャストとして出演している。作曲家としてサントーシュ・ナーラーヤナン、撮影監督としてテニ・イシュワルが参加しており、主人公カルナンは保守的なバックグラウンドを持つキャラクターで、人々の権利を守るために戦う物語となっている。映画は1999年に発生したマンジョライ暴動を題材にしたと言われている。
2020年1月に正式タイトルが『カルナン』であることが発表され、映画はティルネルヴェーリ県の郊外を舞台として製作された。新型コロナウイルス感染症の世界的流行によって撮影スケジュールが遅れ、主要撮影は同年12月に完了した。2021年4月9日に公開される。

## ストーリー
タミル・ナードゥ州では、隣接する2つの村、メールールとポディヤンクラムが、紛争に常に直面している。抑圧されたコミュニティに属するポディヤンクラムの住民は、通勤にメールールのバス停を使用することを余儀なくされ、支配的なカーストに属する地元の人々を苛立たせている。複数の請願にもかかわらず、メールールの地方政府の影響で、ポディヤンクラムは常にバス停の設置を拒否されている。
1997年、ポディヤンクラムのカルナンはコンテストの一環として地元の神の剣を勝ち取り、インド軍に入隊した。彼の祖父のヤマ・ラジャは、彼の頭の良さがメールールの村人との法的トラブルに巻き込まれれば、カルナンがチャンスを失うのではないかと心配しており、常に彼のことを気にかけていた。ポディヤンクラム内では、カルナンとヤエマンは、首長であるドゥルヨーダナを除いて、多くの人から手に負えないと考えられている。これは、村長の一人で、カルナンの妹パドミニと結婚することを望んでいるヴァダマライヤンには合わない。
カルナンと交際しているヴァダマアライヤンの妹ドラウパディーは、カルナンの兄との喧嘩の際に状況を誤解し、彼と別れる。その間、メールールとポディヤンクラムの間の緊張はエスカレートし、カーナンは友人やヤマ・ラジャと一緒に、妊婦を助けるために立ち寄らないバスを荒らす。バスの所有者が警察に通報し、セキュリティポリスのカンナビランが現場に到着。
バスの所有者とポディヤンクラムの住民はこの問題を友好的に解決したが、この事件は、村人たちに居場所を示さなければならないと感じているカンナビランの自我を打ちのめした。彼は、ポディヤンクラムの村の村長に警察署に来て署名するように頼むが、彼らを襲って閉じ込めるだけであった。カルナンたちは翌日到着し、警察と戦い、長老たちを家に連れ帰る。ポディヤンクラムは、カルナンの行動の結果に直面するため、警察の攻撃に備える。しかし、地区コレクターは、犠牲者を出さないようにカンナビランに警告する。
ドラウパディーとヴァダマアライヤンはカルナンとの問題を解決し、ヤマ・ラジャは村人たちの安全確保に取り組んでいる。しかし、入社の手紙を受け取ったカーナンは、より良い未来を手に入れるために、ヤマ・ラジャと村人からインド軍に行くように頼まれます。カーナンが去ると、警察が村を襲う。彼のコミュニティを救うために、ヤマ・ラジャは火災事故で自殺し、カーナンは帰郷する。彼とカンナビランは互いに向き合い、後者の殺人で終わる。
カーナンは罪で逮捕され、10年後に刑務所から釈放される。村長たちは警察の残虐行為に屈し、パドミニは結婚し、村の公民館の巨大な壁にはヤマ・ラジャの絵が描かれている。

## キャスト
- カルナン - ダヌシュ
- ヤエマ・ラージャ - ラール
- ヴァーダマライヤーン - ヨーギ・バーブ
- カンナビラン - ナタラージャン・スブラマニアン
- ドラウパタイ - ラジシャ・ヴィジャヤン（英語版）
- ポイヤル - ゴウリー・G・キシャン（英語版）
- パドミニ - ラクシュミー・プリヤー・チャンドラマウリ（英語版）
- ドゥルヨーダナ - G・M・クマール（英語版）
- アビマニュ - シャンムーガラージャン（英語版）

## 製作

### 企画
2018年11月、ダヌシュは次回作の監督をマリ・セルヴァラージが務めることを発表した。セルヴァラージもTwitterで監督就任を認め、カライップリ・S・ダーヌのVクリエイションズが『Asuran』以来2作目となるダヌシュ主演作の製作に参加することが明らかになった。しかし、ダヌシュの他の出演作の製作スケジュールの関係で製作開始に遅れが生じた。2019年8月に映画の仮タイトルが『カルナン』になると報じられたが、プロデューサーからの正式な発表はされなかった。
2019年9月、ダヌシュがカールティク・スッバラージの監督映画『D40』の撮影終了後の2019年12月に『カルナン』の撮影が開始されると報じられた。同月27日にダヌシュとセルヴァラージは『D40』の撮影が行われていたロンドンで面会し、脚本の最終確認を行った。ダヌシュは最終稿のストーリーに納得し、同月29日からプリプロダクションが開始され、映画音楽の作曲家としてサントーシュ・ナーラーヤナンが起用された。2020年1月6日に映画のタイトルが『カルナン』であることが正式発表された。『カルナン』は1999年に発生したマンジョライ暴動を題材にしたと言われている。

### キャスティング
2019年9月、マラヤーラム語映画の女優ラジシャ・ヴィジャヤンがヒロイン役に起用され、彼女は本作でタミル語映画デビューした。10月にラールの出演が決まり、12月にはナタラージャン・スブラマニアンの出演が決まった。ヨーギ・バーブは『Pariyerum Perumal』に引き続きセルヴァラージ監督映画に起用され、『カルナン』でダヌーシュと初共演する。撮影開始イベントにはヨーギ・バーブとヴィジャヤンが出席し、公式に2人の出演が確認された。2020年1月にはダヌシュとヨーギ・バーブの共演シーンが公開され、この他にラクシュミー・プリヤー・チャンドラマウリとゴウリー・G・キシャンが出演する。

### 撮影
ダヌシュは『D40』の撮影を終えた後、2020年1月3日にティルネルヴェーリで行われる撮影に合流した。同月6日から主要撮影が始まり、28日にはダヌシュがSNSを通じて手に剣を持った自分が描写されているポスターを公開し、ユニークなポスターデザインはインターネット上で話題となった。2月24日には撮影セットから写真を投稿し、第2スケジュールの完了により撮影の90%が終了したことを報告した。7月28日のダヌーシュの誕生日に合わせてメイキング映像が公開され、ティルネルヴェーリの村を再現したミニチュア模型の撮影セットが話題となった。11月25日、2019年新型コロナウイルス感染症流行によるインドの都市封鎖以来中断していた撮影が9か月振りに再開され、12月9日に全ての撮影が終了した。

### 音楽
映画音楽の作曲を手掛けるサントーシュ・ナーラーヤナンは、セルヴァラージ監督映画として2作目、ダヌシュ主演映画として4作目の参加となる。彼は2019年11月からタミル・ナードゥ州のフォーク・アーティストたちと共に音楽製作を開始した。メイキング映像では、民族音楽を思わせるバックグラウンドスコアにタヴィルやナダスワラムを取り入れた音楽が話題となった。2020年12月にダヌシュと共演経験があるマニッカ・ヴィナヤガムがレコーディングを行い、ナーラーヤナンは彼の曲を重要な曲に位置付けた。音楽の権利はティンク・ミュージックが取得している。
2021年2月18日にファーストシングル「Kandaa Vara Sollunga」のミュージックビデオが公開され、これに先立ちリリースイベントも開催され、同時にシングルはストリーミング配信されている。ミュージックビデオはモノクロームで撮影され、スタジオのセットで歌うナーラーヤナンとキダクジー・マリヤンマル、2人の背後で演奏する民族音楽家とパーカッションバンドの姿が描かれている。同曲はファンからも好評を得て、動画は公開24時間で再生回数100万回を記録した。
セカンドシングル「Pandarathi Puranam」はオッパリをテーマとしており、タヴィルやナダスワラム、パンバイ、ターラ、ウルミを取り入れ、ラーマナータプラムの音楽チームのマルンガンとハリダスが演奏している。メインボーカルはデーヴァ、追加ボーカルはレータ・アンソニー、作曲はユガバーラティが手掛けている。同曲はパンダラティという女性への頌歌であり、夫のパンダラティへの愛情と、若くして病死した彼女への苦悩が題材となっている。

## 公開
2021年2月に宣伝ポスターが公開され、公開日が4月9日であることが明かされた。ケーララ州の配給権はアーシルヴァド・シネマズが取得し、衛星放送の権利はジー・タミルが取得した。また、ストリーミング配信権はAmazonプライム・ビデオが取得し、劇場公開の1か月後から配信される。タミル・ナードゥ州での興行権は2億5000万ルピーで売却されている。
公開日の前日4月8日、タミル・ナードゥ州政府は州内の新型コロナウイルス感染症感染者の増加により、劇場の座席数を50%に削減する方針を発表した。プロデューサーのカライプリ・S・タヌは州政府の方針発表を受け、『カルナン』を予定通りに公開することをTwitterで表明した。『カルナン』の予約券販売は2021年タミル・ナードゥ州議会議員選挙終了後の4月6日から開始された。同作に対する期待の高さから、タミル・ナードゥ州の多くの劇場ではモーニングショーを行った。

## トラブル
タイトル発表後、1964年に『Karnan』でシヴァージ・ガネーサンが「カルナン」という同名のキャラクターを演じていたことから、彼のファンからタイトルに関して批判が起きた。シヴァージ福祉協会の会長R・チャンドラシェーカランはプロデューサーのタヌに対して、タイトルの変更を求める書簡を送っている。
2021年2月21日、俳優・政治家のカルナースは『カルナン』が実際に起きたカースト暴動を題材にしていることを理由に上映中止を求めた。彼は『カルナン』がカーストの分断を図ることで社会不安を招くと批判し、ダヌーシュ演じるカルナンが警察署を襲撃するシーンが描かれている点についても「警察の社会的信用を貶める」と批判している。さらに監督のセルヴァラージを「カースト間の暴動を扇動した罪で逮捕するべき」と主張した。3月4日には撮影が中断され、これを受けてセルヴァラージはオンライン会談を行い、『カルナン』は暴動を題材にした映画ではないことを明言した。